# 2MASS J16060374-2219298
2MASS J16060374-2219298 ist ein zwischen 390 und 460 Lichtjahre von der Erde entfernter Brauner Zwerg im Sternbild Skorpion. Er wurde 2008 von Nicolas Lodieu et al. entdeckt.
Er gehört der Spektralklasse L2 an. Seine Position verschiebt sich aufgrund seiner Eigenbewegung jährlich um 0,0298 Bogensekunden.